# Kamienica przy ulicy Archidiakońskiej 4 w Lublinie
Kamienica Archidiakońska 4 – zabytkowa trzypiętrowa kamienica na Starym Mieście w Lublinie. Wpisana do rejestru zabytków pod numerem A/1022 z dnia 28.11.1990. Została zbudowana w 1918 roku na miejscu rozebranej na przełomie XVIII i XIX wieku kamienicy z XVI wieku. Budynek wzniesiony został z cegły ceramicznej i kamienia wapiennego. Założony na planie zbliżonym do litery L, z głównym wejściem od ul. Archidiakońskiej. Od strony ul. Archidiakońskiej znajduje się główne wejście do budynku, elewacja siedmioosiowa, od Placu po Farze elewacja trójosiowa, okna prostokątne.

## Historia
Kamienica przy ul. Archidiakońskiej 4 była po raz pierwszy notowana w znanych źródłach w roku 1531 jako własność Adama Doyszwona. W XVI wieku kamienicy przechodziła kilka razy w ręce różnych właścicieli, a to na drodze dziedziczenia, a to zakupu. Od 1610 roku właścicielami byli Jan i Zuzanna Szulc. W tym okresie kamienica została rozbudowana i prawdopodobnie stała się budynkiem dwupiętrowym. Po 1622 roku po śmierci Jana Szulca kamienica przeszła najpierw w ręce Zuzanny, a następnie jej drugiego męża. Po 1662 roku kamienica znowu przechodziła w różne ręce systematycznie obniżając swoją wartość i ulegając coraz większemu zniszczeniu oraz częściowej rozbiórce. W 1818 roku pusty plac został kupiony przez Karola Rosenberga. W 1918 roku podjęto decyzję o wybudowaniu w tym miejscu nowej kamienicy według projektu, ówczesnego architekta miejskiego, Henryka Paprockiego.
W latach 1991–1992 była w niej przeprowadzane prace remontowe.
Od 1991 roku znajduje się w niej Wojewódzki Oddział Służby Ochrony Zabytków.